# سیارک ۲۰۰۴۳
سیارک ۲۰۰۴۳ (به انگلیسی: 20043 Ellenmacarthur، نامگذاری: 1993EM) بیست هزار و چهل و سومین سیارک کشف شده‌است که در ۲ مارس ۱۹۹۳ کشف شد.